# نوعی خبوشانی
محمدرضا نوعی معروف به نَوعی خَبوشانی شاعر قرن دهم و اوایل یازدهم ایرانی، زادهٔ خَبوشان (قوچان) است. وی مانند نظیری نیشابوری از پیشگامان طرز نو می باشد 

## شرح حال
آنچه از احوال وی بر می‌آید آن است که وی به اتفاق دوستش ، کفری تربتی  به هندوستان کوچیده، و پس از بازگشت مدتی را در مشهد گذرانده است. به همین دلیل به مشهدی نیز شهره است. سپس باز به هند کوچیده و در دربار شاهان و امیران وقت از جمله اکبرشاه، میرزا یوسف خان رضوی مشهدی، شاهزاده دانیال و عبدالرحیم خان، خان خانان مدیحه و شعر سروده است. وی در اواخر عمر، در دربار جهانگیر شاه به سر برده و سرانجام در برهان پور درگذشته است. در «تاریخ ادبیات ایران» نقل شده که نوعی به اتفاق پدرش به کاشان رفته و در آنجا شاگرد محتشم کاشانی بوده و از محضر وی در تکمیل شاعری بهره جسته، سپس به هند رفته و در آنجا سکنی گزیده است. اما در کتاب کاروان هند این مطلب مردود دانسته شده.

## آثار
کلیات نوعی، مشتمل بر قصیده، ترجیع و ترکیب، قطعه، غزل، رباعی و مثنوی در حدود چهار هزار بیت است. ساقی‌نامهٔ او با بیش از چهارصد بیت در ستایش میرزا عبدالرحیم خانخانان سروده شده و در شمار ساقی‌نامه‌های مشهور عهد او است. نسخه‌ای از دیوانش در حدود چهارهزار بیت در کتابخانهٔ ملی پاریس موجود است.
تاریخ نظم و نثر مثنوی وامق و عذرا را به وی نسبت می‌دهد.
مشهورترین کارش سوز و گداز است.

## نمونهٔ اشعار
| آیینه هر ذره ز سیمای تو گرم است    |  | چشم همه عالم به تماشای تو گرم است    |
| باد سحر و بوی گل و ناله بلبل       |  | بالین تو رفتند و همان جای تو گرم است |
| بر بلبل و پروانه خزان پر و بال است |  | ای صبح ، نسیم چمن آرای تو گرم است    |

| فصل گل بگذشت و از مرغان نوایی برنخاست |  | خُم ز جوش افتاد و از مستان صدایی برنخاست |
| صد بیابان در ره دَیر و حرم پیموده شد   |  | از زمین خاری به استقبال پایی برنخاست    |
| غایت افسرده طبعی بین که صد ره برق حسن |  | در جهان آتش زد و دودی ز جایی برنخاست    |
| بخل در میخانه شایع شد چنان کز پیر دَیر |  | نوشیادی برنیامد ، الصلایی برنخاست       |
| بوی گل خضر ره گلزار شد نوعی بیا       |  | هیچ راهی طی نشد تا رهنمایی برنخاست      |